# Famille Bottu de la Barmondière
Pour les articles homonymes, voir Bottu.
La famille Bottu de la Barmondière est une famille du Beaujolais au XVIIIe siècle.

## Histoire
Cette famille est connue dans le Beaujolais aux XVIIe et XVIIIe siècles et à Lyon au XIIIe siècle sous le nom de Bottu de la Balmondière. Famille noble établie à Villefranche au XVe siècle, elle a réuni un grand patrimoine foncier.
François Bottu de la Barmondière, né à Villefranche le 28 novembre 1675 et mort à Lyon le 28 novembre 1739, était seigneur de Saint-Fonds. Il entre au Vieux Séminaire de Saint-Sulpice en 1696, puis renonce en 1705. Reçu à l'Académie de Villefranche en août 1697, il est aussi un des premiers membres de l'Académie de Lyon,.
Marie-Thérèse-Françoise Bottu de la Barmondière, née à Lyon en 1755, hérite de la fortune familiale, dont on raconte que les terres allaient sans discontinuer de Villefranche à Lyon.

## Archives

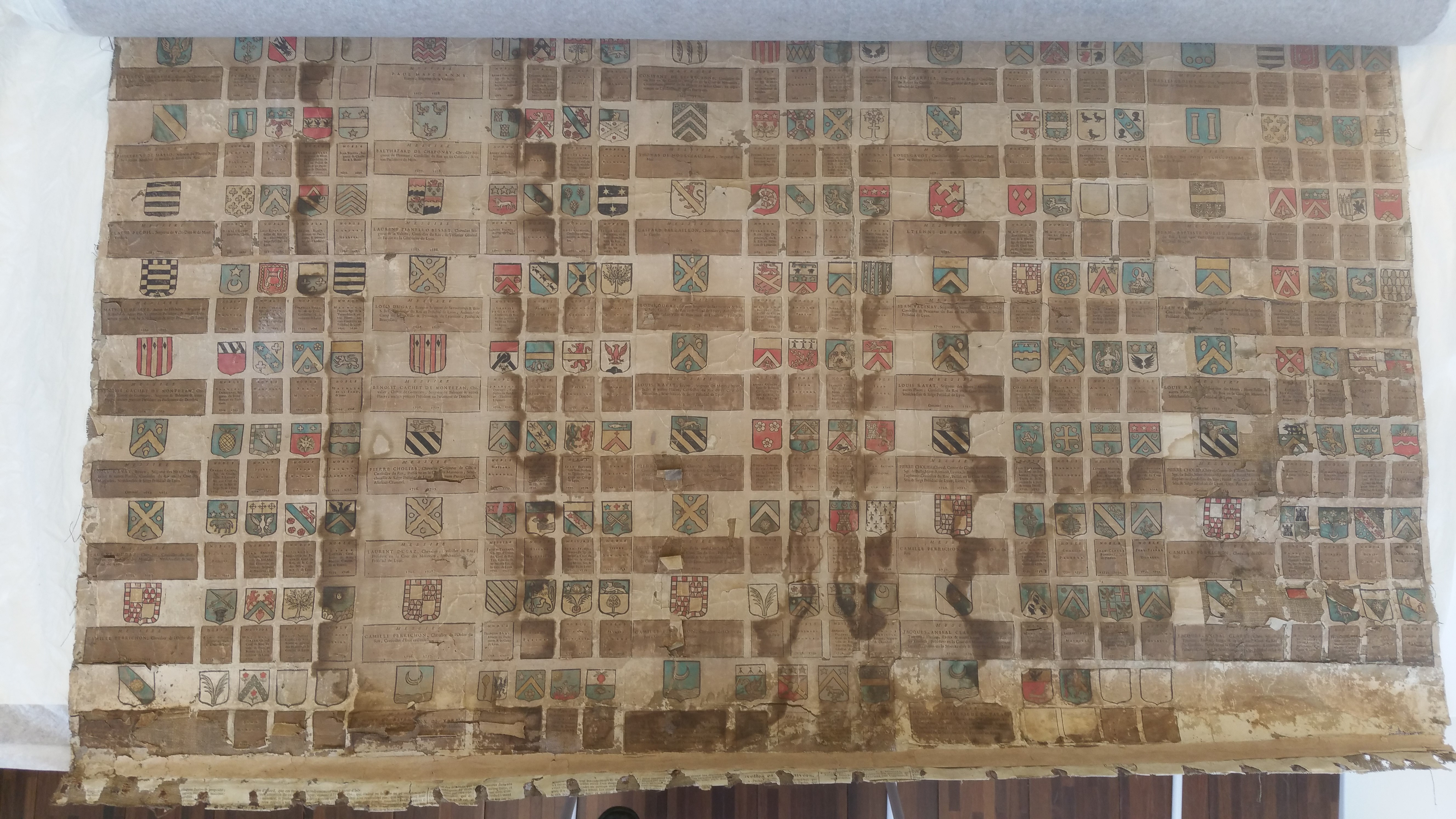
Armoirial partiellement déroulé.

Le fonds Bessie-Bottu de la Barmondière a été acquis en 1995 par les archives du Rhône et comporte une trentaine de registres et cahiers, deux mètres linéaires de liasses, une planche armoriale et presque une centaine de plans et esquisses ; il est référencé sous la cote 56 J.